# Chiesa dei Santi Gervasio e Protasio (Maleo)
La collegiata arcipretale dei Santi Gervasio e Protasio è la parrocchiale di Maleo, in provincia e diocesi di Lodi; fa parte del vicariato di Codogno.

## Storia
La prima citazione di una chiesa a Maleo è da ricercare in un documento datato 24 novembre 1028; fu nuovamente menzionata nel 1061.
A partire dal XII secolo è attestata la presenza di alcuni canonici presso la chiesa, che era, dunque, una collegiata.
Nel 1261 la chiesa risultava avere la dignità di pieve ed estendere la sua giurisdizione sulla chiesetta di San Pietro Apostolo di Pirolo.
Nel Quattrocento il capitolo, il cui statuto venne approvato il 27 settembre 1497, era costituito dall'arciprete e da tre canonici e nello stesso secolo la circoscrizione plebanale fu soppressa e trasformata in parrocchia.
L'attuale parrocchiale, progettata da Francesco Dattaro, venne costruita tra il 1557 e il 1576.
All'inizio del XVII secolo divenne sede di un vicariato foraneo, che comprendeva, oltre a quella malerina, anche le parrocchie di Castelnuovo Bocca d'Adda, Cavacurta, Corno Giovine, Corno Vecchio, Maccastorna, Meleti, Santo Stefano e San Fiorano.
Nella Descriptio del 1619 si legge che il clero a servizio della cura d'anime era composto dal parroco e da 4 canonici, che i fedeli erano 2 200 e che nella chiesa avevano sede le confraternite del Santissimo Sacramento e della Dottrina Cristiana.
Con la costituzione del vicariato di Castlenuovo Bocca d'Adda, avvenuta nel corso del XVII secolo, il vicariato malerino perse le parrocchie di Castelnuovo Bocca d’Adda, Meleti, Cornovecchio e Cavacurta. 
Grazie alla Descriptio del 1690 si conosce che il numero dei canonici era aumentato da 4 a 6, che era stata istituita una nuova confraternita intitolata al Santissimo Rosario e che i fedeli erano circa 3 000, saliti nel 1780 a 3 620.
Dall'elenco delle parrocchie della diocesi di Lodi del 1786 s'apprende che i parrocchiani erano 3 596 e che i canonici erano 10; il 6 luglio 1798 il capitolo canonicale venne soppresso.
La chiesa fu consacrata il 20 giugno 1856.

Nello Stato del clero del 1859 si legge che il vicariato di Maleo comprendeva in tutto tre parrocchie, che i parrocchiani erano 4 356 e che la chiesa aveva come filiali 9 cappelle.
Nel XX secolo il vicariato malerino, di cui facevano parte le parrocchie di Cavacurta, di Maleo e di San Pietro di Pizzighettone, venne soppresso e aggregato a quello di Codogno.

## Descrizione

### Facciata
La facciata della chiesa, che presenta la scritta SANCTIS M.M. GERVASIO ET PROTASIO DICATUM in caratteri di bronzo, è divisa in due ordini da una cornice marcapiano ed è caratterizzata dal finestrone centrale in cui è inserita una vetrata ritraente i Santi Gervasio e Protasio Martiri, da quattro nicchie ospitanti le statue dei Santi Francesco d'Assisi, Giovanna d'Arco, Pietro e Paolo e dal timpano interrotto da una struttura in cui si apre una quinta nicchia in cui è situata la statua barocca raffigurante la Beata Vergine Immacolata.

Sulla facciata si aprono tre ingressi, uno per navata, il centrale dei quali è introdotto da un protiro sorretto da due colonne in granito.

### Interno
L'interno si presenta a tre navate ed è caratterizzato da un piccolo transetto.
Opere di pregio qui conservate sono gli affreschi raffiguranti Gesù che consegna le chiavi a San Pietro alla presenza degli Apostoli e il Martirio dei Santi Gervasio e Protasio, realizzati da Luigi Valtorta, le statue dei Santi Alberto e Bassiano, le allegorie della Fede, della Speranza e della Carità, situate sulla volta del presbiterio, le scene pittoriche del Sinite parvulos venire ad me e della Moltiplicazione dei Pani, il medaglione in cui è ritratta l'Adorazione e trionfo del Santissima Sacramento,  eseguito dal professor Morgari, l'organo, costruito tra il 1833 e il 1835 dalla ditta bergamasca Serassi, le tele dei Quindici miseri del Rosario, risalenti al Seicento, il dipinto avente come soggetto l'Assunzione della Beata Vergine Maria in Cielo, un Crocifisso ligneo del XVII secolo di scuola lombarda, la pala raffigurante San Carlo Borromeo tra gli appestati, il quadro ritraente San Sulpizio e l'affresco di Cristo Re con i simboli degli Evangelisti.
La casa parrocchiale conserva il dipinto di Luca Cattapane raffigurante l'Adorazione dei pastori, eseguito nel 1600.